# Ślepowidzenie
Ślepowidzenie (tyt. oryg. Blindsight)  – powieść science fiction kanadyjskiego pisarza Petera Wattsa, wydana w 2006. Polskie tłumaczenie pierwotnie ukazało się w 2008 w serii „Uczta Wyobraźni” (ISBN 978-83-7480-097-6). Ze względu na duży popyt na tę książkę 6 maja 2011 ukazało się drugie polskie wydanie również nakładem wydawnictwa Mag (ISBN 978-83-7480-209-3).
W 2007 została nominowana do nagrody Hugo w kategorii najlepsza powieść. Podobnie jak inne powieści Wattsa została udostępniona online na licencji Creative Commons BY-NC-SA.
Powieść koncentruje się na zagadnieniach tożsamości, poznania i problemach inteligencji.
Watts opublikował w 2014 roku powieść, której akcja toczy się równolegle do akcji Ślepowidzenia, pod tytułem Echopraksja.

## Fabuła
W 2082 ludzkość dowiaduje się o istnieniu obcej cywilizacji: rój niewielkich sond obserwacyjnych otoczył Ziemię i uległ spaleniu w atmosferze. Wykryty zostaje nadający sygnał radiowy obiekt w Pasie Kuipera. Na jego spotkanie zmierza ziemska ekspedycja na pokładzie statku kosmicznego „Tezeusz”, którego kapitanem jest wampir. W Obłoku Oorta, ponad płaszczyzną ekliptyki, napotykają olbrzymi pojazd obcych identyfikujący się jako „Rorschach”.

Wyobraźcie sobie cierniową koronę, powyginaną, ciemną, matową, zbyt splątaną, by dała się nałożyć na jakąkolwiek ludzką głowę. (...) Wyobraźcie sobie artefakt uosabiający mękę, coś tak poskręcanego i zniekształconego, że nawet patrząc poprzez niezliczone lata świetlne oraz niewyobrażalne różnice w biologii i myśleniu, nie da się nie czuć, że sama ta konstrukcja cierpi ból. A teraz powiększcie go do rozmiarów miasta.

Załoga Tezeusza nawiązuje dialog z Rorschachem, jednak wymieniane zdania naprowadzają ludzi do stwierdzenia, że statek obcej cywilizacji nie komunikuje się z nimi świadomie, a jedynie odpowiada najbardziej prawdopodobnymi wzorcami, które poznał przez wcześniejsze obserwacje (jest to coś w rodzaju chińskiego pokoju).
Ludzie podejmują próbę zbadania obcego statku - udają się w ekspedycję, gdzie napotykają grupę przedziwnych wieloramiennych stworzeń przypominających ośmiornice. Udaje im się schwytać dwa okazy stworzeń, które nazywają „wężydłami” i próbują zbadać czy posiadają świadomość. Ludzie przeprowadzają eksperyment, w którym jednemu osobnikowi zadają ból, poprzez wystawienie go na działanie promieniowania mikrofalowego, jednocześnie pokazując sposób na jego uniknięcie. Jednak w tym eksperymencie, wiedza o sposobie uniknięciu bólu musi zostać przekazana między wężydłami, co ma udowodnić ich świadome komunikowanie się. Eksperyment pokazuje, że stworzenia posiadają niezwykłe zdolności rozwiązywania skomplikowanych zadań logicznych, jednak najprawdopodobniej nie znają swoich możliwości. 

## Bohaterowie powieści

### Załoga „Tezeusza"
- Siri Keeton - narrator i główny bohater powieści.
- Major Amanda Bates - specjalistka do spraw walki.
- Isaac Szpindel - medyk.
- Jukka Sarasti - wampir, dowódca statku komunikujący się ze sztuczną inteligencją „Tezeusza”, zwaną Kapitanem.
- Banda Czworga -  cztery różne osobowości w ciele jednej kobiety. Każda z  osobowości może przejąć kontrolę nad wspólnym ciałem, co przejawia się zmianą m.in. w tonie głosu i posturze. W świecie powieści poszczególne osobowości obraźliwie nazywa się „alterami”.
  - Susan James - lingwistka, „oryginalna” osobowość (jako jedyna posiada nazwisko), pozostałe odnoszą się do niej jako do „Matki”.
  - Michelle - cicha i nieśmiała kobieta, zaangażowana w romantyczną relację ze Szpindlem.
  - Sascha - najbardziej wrogo nastawiona do Siriego.
  - Procesor - mężczyzna, rzadko się ujawnia, służy głównie przetwarzaniu danych dla James.
- Robert Cunningham - drugi medyk, stanowiący zastępstwo Szpindla.

### Ludzie na Ziemi
- Robert Paglino - jedyny przyjaciel Siriego, z którym znają się od dzieciństwa.
- Chelsea - była partnerka Siriego.
- Helen - matka Siriego, porzuciła świat rzeczywisty na rzecz wirtualnego zwanego Niebem.
- Jim - ojciec Siriego, pracujący w agencji rządowej.

## Odbiór
Carl Hayes w recenzji dla Booklist napisał „Watts umieszcza masę nie dających spokoju idei, wystarczyłoby ich na kilka powieści, co więcej nadaje nowy rozmach wszystkim najważniejszym motywom od rzeczywistości wirtualnej po biologię pozaziemską“. Kirkus Reviews pisze „Watts zbytnio komplikuje i wszystko co oferuje to ciągłe poszukiwanie, mieszanie szyków, wyzwania i czasem przeszywające uczucie ciekawości”. Jackie Cassida „Watts doskonałą umiejętnością narracji wciąga swoich czytelników w niesamowitą opowieść“. Publishers Weekly „Watts w zadziwiający i oryginalny sposób opowiada znaną historię Pierwszego Kontaktu”.